# Бусиње
Бусиње (алб. Busi) је насељено место у граду Приштини, на Косову и Метохији. Према попису из 2024. у насељу је живело 577 становника.

## Становништво
Према попису из 2011. године, Бусиње има следећи етнички састав становништва:
| Националност | 2011.        |
| Албанци      | 814 (100,0%) |
| Укупно       | 814          |

| Демографија | Демографија | Демографија |
| Година      | Становника  | Становника  |
| ----------- | ----------- | ----------- |
| 1948.       | 855         |             |
| 1953.       | 899         |             |
| 1961.       | 938         |             |
| 1971.       | 1.017       |             |
| 1981.       | 1.111       |             |
| 1991.       | 1.134       |             |
| 2011.       | 814         |             |